# Justus Delbrück
Justus Friedrich Gottlieb Leopold Delbrück (geboren 25. November 1902 in Charlottenburg; gestorben 23. Oktober 1945 im Speziallager Jamlitz) war ein deutscher Verwaltungsjurist, der am Widerstand gegen den Nationalsozialismus beteiligt war.

## Leben

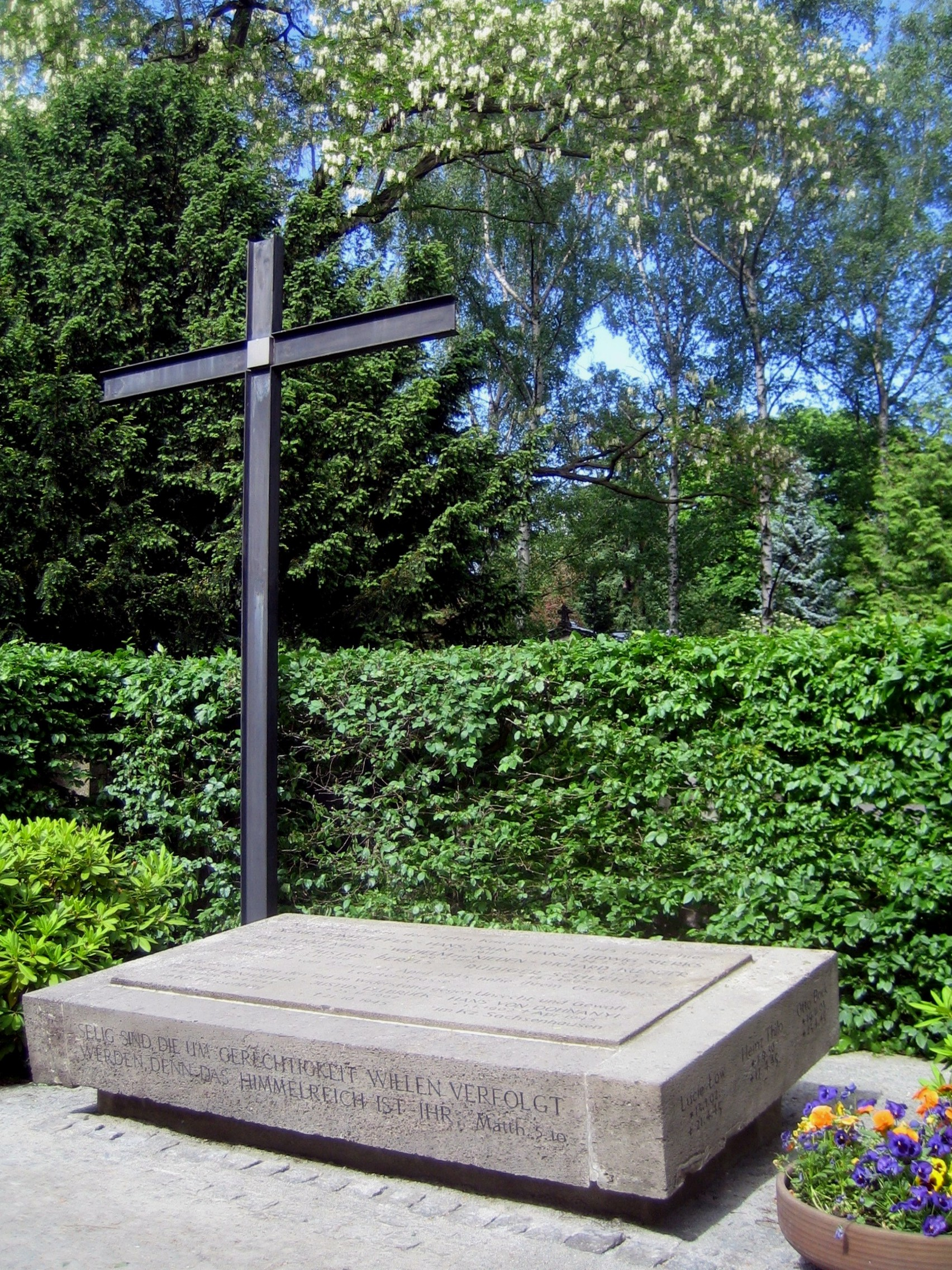
Gedenkstein für Justus Delbrück, Dietrich Bonhoeffer und andere auf dem Dorotheenstädtischen Friedhof.

Justus Delbrück entstammt der weitverzweigten Beamten- und Gelehrtenfamilie Delbrück. Sein Vater war der Geschichtsprofessor Hans Delbrück, zu seinen Geschwistern gehörten Max Delbrück und Emmi Bonhoeffer, geborene Delbrück. Er war verheiratet mit Ellen Delbrück, geborene von Wahl-Pajus (1907–1978) und hatte drei Kinder. Justus Delbrück war der Urenkel von Justus Liebig und gehörte damit zum verzweigten Geschlecht Liebig.
Nach dem Besuch des Grunewald-Gymnasiums studierte er von 1921 bis 1928 Jura in Heidelberg und Berlin. Nach dem Referendariat beim Reichsverband der Deutschen Industrie war er Regierungsassessor und dann 1930 Regierungsrat in Schleswig, danach in Stade und Lüneburg. Er wurde Mitglied der Deutschen Demokratischen Partei.
1933 lehnte er den Eintritt in die NSDAP ab und trat der Bekennenden Kirche bei. 1935 verließ er den Staatsdienst und arbeitete fortan in der Wirtschaft. Im Jahre 1938 übernahm er treuhänderisch eine Tuchfabrik in Sommerfeld, um den Betrieb des Bruders seines jüdischen Freundes Gerhard Leibholz vor der Arisierung zu bewahren.
1940 wurde er zur Wehrmacht einberufen und kam am 10. Oktober 1941 auf Betreiben Hans von Dohnanyis in das Amt Ausland/Abwehr des OKW. Dort wirkte er im Widerstandkreis um General Hans Oster, Karl Ludwig Freiherr von und zu Guttenberg und Klaus Bonhoeffer und hatte auch dadurch Kontakt zu anderen Widerstandsgruppen, so ab 1941 zum Kreisauer Kreis. Nach der Entlassung von Admiral Wilhelm Canaris wurde Delbrück Anfang 1944 zum Landesschützenbataillon 3 versetzt.
Nach dem Attentat vom 20. Juli 1944 wurde Delbrück am 17. August 1944 durch die Gestapo verhaftet. Während sein Schwager Klaus Bonhoeffer zum Tode verurteilt und in einer anderen Gruppe von Mithäftlingen am 23. April 1945 erschossen wurde, kam er bei der Eroberung von Berlin am 25. April 1945 aus dem Gestapogefängnis Lehrter Straße frei.
Nach Kriegsende wurde Delbrück am 20. Mai 1945 als „Mitarbeiter der Abwehr-Organe“ durch das NKWD verhaftet und kam am 19. Juni 1945 zunächst in das sowjetische Speziallager Nr. 6 in Frankfurt (Oder), was im September 1945 nach Jamlitz verlegt wurde. Dort verstarb er am 23. Oktober 1945 an Diphtherie/Dystrophie.

## Gedenken
Die katholische Kirche hat Justus Delbrück als Blutzeugen aus der Zeit des Nationalsozialismus im Jahr 2024 in das deutsche Martyrologium des 20. Jahrhunderts aufgenommen.